# 朱丽叶·雷卡米耶路
朱丽叶·雷卡米耶路（Rue Juliette-Récamier）是巴黎第七区的一条步行道，长73米，宽12米，始于塞夫勒路12号，止于罗盖·斯特凡纳广场（Square Roger-Stéphane），开辟于1907年。原名雷卡米耶路（Rue Récamier），2019年10月1日改为现名。

## 名称
这条路得名于朱丽叶·雷卡米耶（1777-1849年），即雷卡米耶夫人，是一位19世纪著名沙龙主办人，主办林间修院（abbaye-aux-Bois）沙龙，直到去世。

## 历史
这条街道开辟于1907年，位于现在已经不复存在的原森林修道院所在地。